# Diệp Bố Thư
Diệp Bố Thư (tiếng Mãn: ᠶᡝᠪᡠᡧᡠ, Möllendorff: Yebušu, Abkai: Yebuxu, giản thể: 叶布舒; phồn thể: 葉布舒; bính âm: Yebušu; 1627 – 1690) là hoàng tử thứ tư của Thanh Thái Tông Hoàng Thái Cực.

## Cuộc đời
Diệp Bố Thư sinh vào giờ Tý, ngày 18 tháng 10 (âm lịch) năm Thiên Thông nguyên niên (1627), mẹ ông là Tiểu Phúc tấn Nhan Trát thị (颜扎氏). Vì mẹ ông chỉ là Thứ phi mà ông chỉ được phong Tam đẳng Trấn quốc Tướng quân mà không được tước vị Nhập bát phân. Năm Khang Hi thứ 8 (1669), ông được phong làm Phụng ân Phụ quốc công. Năm thứ 29 (1690), ngày 22 tháng 9, ông qua đời vì bệnh, thọ 64 tuổi. Sau khi ông qua đời, con ông được hàng tập, nhưng tước vị Nhập bát phân chỉ kéo dài được 20 năm, rất nhanh biến thành Nhàn tản Tông thất.

## Kỳ tịch
Sau khi Diệp Bố Thư nhập kỳ, ông được phân vào Chính Hoàng kỳ Đệ nhị tộc, là một trong số ít những Tông thất bị đãi vào Thượng Tam kỳ, nguyên nhân chính là do thân phận quá thấp, không thể có được tước vị Nhập bát phân. Ngoài ra, một chi của Diệp Bố Thư còn có một Thế quản Tá lĩnh của Chính Hoàng kỳ, cụ thể là Tá lĩnh thứ 11 của Tham lĩnh thứ ba của Mãn Châu Chính Hoàng kỳ, vậy nên mặc dù đại tông không còn tước vị nhưng Thế quản Tá lĩnh vẫn tiếp tục duy trì.

## Gia quyến
- Nguyên phối: Đồ Bố Tô thị (图布苏氏), con gái của Vân kỵ úy Ôn Tháp Tích (温塔锡).
- Kế thất: Nạp Lạt thị (纳喇氏), con gái của Cát Nhĩ Mã Tích (噶尔玛锡).
- Con trai: Tô Nhĩ Đăng (1661 – 1718), mẹ là Nạp Lạt thị. Năm 1675 được phong Tam đẳng Trấn quốc Tướng quân. Năm 1687 nhậm Tán trật đại thần. Có chín con trai
- Con gái:
  - Trưởng nữ (1652 – 1728), mẹ là Đồ Bố Tô thị. Gả cho Phó Đô thống Tương Hoàng kỳ kiêm Nhất đẳng Thị vệ Hoàng Hải thuộc Qua Nhĩ Giai thị.
  - Thứ nữ: năm 1671 gả cho Tổ Hưng Bang, hậu duệ của Tổ Đại Thọ.
  - Lục nữ: gả cho Nhất đẳng Thị vệ Ấm Bảo Trụ thuộc Diệp Hách Na Lạp thị.

## Phả hệ
|                                   |                                   |                                   |                                   |                                   |                                   |  |  |  |  |  |  |                                 |                                 |                                 |                                 |                                 |                                 |  |  |  |  |  |  | Phụ quốc công Diệp Bố Thư 1627 - 1668 - 1690                                 |                                                              |                                                              |                                                              |                                                              |                                                              |  |  |  |  |  |  |                                                               |                                                               |                                                               |                                                               |                                                               |                                                               |  |  |  |  |  |  |  |  |  |  |  |  |  |  |  |  |  |  |  |  |  |  |  |  |
|                                   |                                   |                                   |                                   |                                   |                                   |  |  |  |  |  |  |                                 |                                 |                                 |                                 |                                 |                                 |  |  |  |  |  |  |                                                                              |                                                              |                                                              |                                                              |                                                              |                                                              |  |  |  |  |  |  |                                                               |                                                               |                                                               |                                                               |                                                               |                                                               |  |  |  |  |  |  |  |  |  |  |  |  |  |  |  |  |  |  |  |  |  |  |  |  |
|                                   |                                   |                                   |                                   |                                   |                                   |  |  |  |  |  |  |                                 |                                 |                                 |                                 |                                 |                                 |  |  |  |  |  |  | Tam đẳng Trấn quốc Tướng quân Tô Nhĩ Đăng (蘇爾登) 1661 - 1690 - 1702 - 1718 |                                                              |                                                              |                                                              |                                                              |                                                              |  |  |  |  |  |  |                                                               |                                                               |                                                               |                                                               |                                                               |                                                               |  |  |  |  |  |  |  |  |  |  |  |  |  |  |  |  |  |  |  |  |  |  |  |  |
|                                   |                                   |                                   |                                   |                                   |                                   |  |  |  |  |  |  |                                 |                                 |                                 |                                 |                                 |                                 |  |  |  |  |  |  |                                                                              |                                                              |                                                              |                                                              |                                                              |                                                              |  |  |  |  |  |  |                                                               |                                                               |                                                               |                                                               |                                                               |                                                               |  |  |  |  |  |  |  |  |  |  |  |  |  |  |  |  |  |  |  |  |  |  |  |  |
|                                   |                                   |                                   |                                   |                                   |                                   |  |  |  |  |  |  |                                 |                                 |                                 |                                 |                                 |                                 |  |  |  |  |  |  |                                                                              |                                                              |                                                              |                                                              |                                                              |                                                              |  |  |  |  |  |  |                                                               |                                                               |                                                               |                                                               |                                                               |                                                               |  |  |  |  |  |  |  |  |  |  |  |  |  |  |  |  |  |  |  |  |  |  |  |  |
| Ba Bố Lạt (巴布喇) 1680 - 1721    | Ba Bố Lạt (巴布喇) 1680 - 1721    | Ba Bố Lạt (巴布喇) 1680 - 1721    | Ba Bố Lạt (巴布喇) 1680 - 1721    | Ba Bố Lạt (巴布喇) 1680 - 1721    | Ba Bố Lạt (巴布喇) 1680 - 1721    |  |  |  |  |  |  | Nạp Nhĩ Kỳ (納爾奇) 1691 - 1760 | Nạp Nhĩ Kỳ (納爾奇) 1691 - 1760 | Nạp Nhĩ Kỳ (納爾奇) 1691 - 1760 | Nạp Nhĩ Kỳ (納爾奇) 1691 - 1760 | Nạp Nhĩ Kỳ (納爾奇) 1691 - 1760 | Nạp Nhĩ Kỳ (納爾奇) 1691 - 1760 |  |  |  |  |  |  | Phụ quốc Tướng quân Phật Nhĩ Kỳ (佛爾奇) 1692 - 1711 - 1724                  | Phụ quốc Tướng quân Phật Nhĩ Kỳ (佛爾奇) 1692 - 1711 - 1724  | Phụ quốc Tướng quân Phật Nhĩ Kỳ (佛爾奇) 1692 - 1711 - 1724  | Phụ quốc Tướng quân Phật Nhĩ Kỳ (佛爾奇) 1692 - 1711 - 1724  | Phụ quốc Tướng quân Phật Nhĩ Kỳ (佛爾奇) 1692 - 1711 - 1724  | Phụ quốc Tướng quân Phật Nhĩ Kỳ (佛爾奇) 1692 - 1711 - 1724  |  |  |  |  |  |  | Phụng ân Tướng quân Ngạch Nhĩ Kỳ (額爾奇) 1694 - 1742 - 1751  | Phụng ân Tướng quân Ngạch Nhĩ Kỳ (額爾奇) 1694 - 1742 - 1751  | Phụng ân Tướng quân Ngạch Nhĩ Kỳ (額爾奇) 1694 - 1742 - 1751  | Phụng ân Tướng quân Ngạch Nhĩ Kỳ (額爾奇) 1694 - 1742 - 1751  | Phụng ân Tướng quân Ngạch Nhĩ Kỳ (額爾奇) 1694 - 1742 - 1751  | Phụng ân Tướng quân Ngạch Nhĩ Kỳ (額爾奇) 1694 - 1742 - 1751  |  |  |  |  |  |  |  |  |  |  |  |  |  |  |  |  |  |  |  |  |  |  |  |  |
| Ba Bố Lạt (巴布喇) 1680 - 1721    | Ba Bố Lạt (巴布喇) 1680 - 1721    | Ba Bố Lạt (巴布喇) 1680 - 1721    | Ba Bố Lạt (巴布喇) 1680 - 1721    | Ba Bố Lạt (巴布喇) 1680 - 1721    | Ba Bố Lạt (巴布喇) 1680 - 1721    |  |  |  |  |  |  | Nạp Nhĩ Kỳ (納爾奇) 1691 - 1760 | Nạp Nhĩ Kỳ (納爾奇) 1691 - 1760 | Nạp Nhĩ Kỳ (納爾奇) 1691 - 1760 | Nạp Nhĩ Kỳ (納爾奇) 1691 - 1760 | Nạp Nhĩ Kỳ (納爾奇) 1691 - 1760 | Nạp Nhĩ Kỳ (納爾奇) 1691 - 1760 |  |  |  |  |  |  | Phụ quốc Tướng quân Phật Nhĩ Kỳ (佛爾奇) 1692 - 1711 - 1724                  | Phụ quốc Tướng quân Phật Nhĩ Kỳ (佛爾奇) 1692 - 1711 - 1724  | Phụ quốc Tướng quân Phật Nhĩ Kỳ (佛爾奇) 1692 - 1711 - 1724  | Phụ quốc Tướng quân Phật Nhĩ Kỳ (佛爾奇) 1692 - 1711 - 1724  | Phụ quốc Tướng quân Phật Nhĩ Kỳ (佛爾奇) 1692 - 1711 - 1724  | Phụ quốc Tướng quân Phật Nhĩ Kỳ (佛爾奇) 1692 - 1711 - 1724  |  |  |  |  |  |  | Phụng ân Tướng quân Ngạch Nhĩ Kỳ (額爾奇) 1694 - 1742 - 1751  | Phụng ân Tướng quân Ngạch Nhĩ Kỳ (額爾奇) 1694 - 1742 - 1751  | Phụng ân Tướng quân Ngạch Nhĩ Kỳ (額爾奇) 1694 - 1742 - 1751  | Phụng ân Tướng quân Ngạch Nhĩ Kỳ (額爾奇) 1694 - 1742 - 1751  | Phụng ân Tướng quân Ngạch Nhĩ Kỳ (額爾奇) 1694 - 1742 - 1751  | Phụng ân Tướng quân Ngạch Nhĩ Kỳ (額爾奇) 1694 - 1742 - 1751  |  |  |  |  |  |  |  |  |  |  |  |  |  |  |  |  |  |  |  |  |  |  |  |  |
| Bác Mục Thái (博穆泰) 1699 - 1761 | Bác Mục Thái (博穆泰) 1699 - 1761 | Bác Mục Thái (博穆泰) 1699 - 1761 | Bác Mục Thái (博穆泰) 1699 - 1761 | Bác Mục Thái (博穆泰) 1699 - 1761 | Bác Mục Thái (博穆泰) 1699 - 1761 |  |  |  |  |  |  | Phổ Tố (普素) 1721 - 1776       | Phổ Tố (普素) 1721 - 1776       | Phổ Tố (普素) 1721 - 1776       | Phổ Tố (普素) 1721 - 1776       | Phổ Tố (普素) 1721 - 1776       | Phổ Tố (普素) 1721 - 1776       |  |  |  |  |  |  | Phụng quốc Tướng quân Trát Duyên (扎延) 1719 - 1724 - 1741                   | Phụng quốc Tướng quân Trát Duyên (扎延) 1719 - 1724 - 1741   | Phụng quốc Tướng quân Trát Duyên (扎延) 1719 - 1724 - 1741   | Phụng quốc Tướng quân Trát Duyên (扎延) 1719 - 1724 - 1741   | Phụng quốc Tướng quân Trát Duyên (扎延) 1719 - 1724 - 1741   | Phụng quốc Tướng quân Trát Duyên (扎延) 1719 - 1724 - 1741   |  |  |  |  |  |  | Phụng ân Tướng quân Song Quan Bảo (雙關保) 1723 - 1752 - 1777 | Phụng ân Tướng quân Song Quan Bảo (雙關保) 1723 - 1752 - 1777 | Phụng ân Tướng quân Song Quan Bảo (雙關保) 1723 - 1752 - 1777 | Phụng ân Tướng quân Song Quan Bảo (雙關保) 1723 - 1752 - 1777 | Phụng ân Tướng quân Song Quan Bảo (雙關保) 1723 - 1752 - 1777 | Phụng ân Tướng quân Song Quan Bảo (雙關保) 1723 - 1752 - 1777 |  |  |  |  |  |  |  |  |  |  |  |  |  |  |  |  |  |  |  |  |  |  |  |  |
| Bác Mục Thái (博穆泰) 1699 - 1761 | Bác Mục Thái (博穆泰) 1699 - 1761 | Bác Mục Thái (博穆泰) 1699 - 1761 | Bác Mục Thái (博穆泰) 1699 - 1761 | Bác Mục Thái (博穆泰) 1699 - 1761 | Bác Mục Thái (博穆泰) 1699 - 1761 |  |  |  |  |  |  | Phổ Tố (普素) 1721 - 1776       | Phổ Tố (普素) 1721 - 1776       | Phổ Tố (普素) 1721 - 1776       | Phổ Tố (普素) 1721 - 1776       | Phổ Tố (普素) 1721 - 1776       | Phổ Tố (普素) 1721 - 1776       |  |  |  |  |  |  | Phụng quốc Tướng quân Trát Duyên (扎延) 1719 - 1724 - 1741                   | Phụng quốc Tướng quân Trát Duyên (扎延) 1719 - 1724 - 1741   | Phụng quốc Tướng quân Trát Duyên (扎延) 1719 - 1724 - 1741   | Phụng quốc Tướng quân Trát Duyên (扎延) 1719 - 1724 - 1741   | Phụng quốc Tướng quân Trát Duyên (扎延) 1719 - 1724 - 1741   | Phụng quốc Tướng quân Trát Duyên (扎延) 1719 - 1724 - 1741   |  |  |  |  |  |  | Phụng ân Tướng quân Song Quan Bảo (雙關保) 1723 - 1752 - 1777 | Phụng ân Tướng quân Song Quan Bảo (雙關保) 1723 - 1752 - 1777 | Phụng ân Tướng quân Song Quan Bảo (雙關保) 1723 - 1752 - 1777 | Phụng ân Tướng quân Song Quan Bảo (雙關保) 1723 - 1752 - 1777 | Phụng ân Tướng quân Song Quan Bảo (雙關保) 1723 - 1752 - 1777 | Phụng ân Tướng quân Song Quan Bảo (雙關保) 1723 - 1752 - 1777 |  |  |  |  |  |  |  |  |  |  |  |  |  |  |  |  |  |  |  |  |  |  |  |  |
|                                   |                                   |                                   |                                   |                                   |                                   |  |  |  |  |  |  |                                 |                                 |                                 |                                 |                                 |                                 |  |  |  |  |  |  |                                                                              |                                                              |                                                              |                                                              |                                                              |                                                              |  |  |  |  |  |  |                                                               |                                                               |                                                               |                                                               |                                                               |                                                               |  |  |  |  |  |  |  |  |  |  |  |  |  |  |  |  |  |  |  |  |  |  |  |  |
| Toàn Văn (全文) 1760 - 1828       | Toàn Văn (全文) 1760 - 1828       | Toàn Văn (全文) 1760 - 1828       | Toàn Văn (全文) 1760 - 1828       | Toàn Văn (全文) 1760 - 1828       | Toàn Văn (全文) 1760 - 1828       |  |  |  |  |  |  |                                 |                                 |                                 |                                 |                                 |                                 |  |  |  |  |  |  | Phụng ân Tướng quân Táo Quân Bảo (竈君保) 1751 - 1778 - 1786                 | Phụng ân Tướng quân Táo Quân Bảo (竈君保) 1751 - 1778 - 1786 | Phụng ân Tướng quân Táo Quân Bảo (竈君保) 1751 - 1778 - 1786 | Phụng ân Tướng quân Táo Quân Bảo (竈君保) 1751 - 1778 - 1786 | Phụng ân Tướng quân Táo Quân Bảo (竈君保) 1751 - 1778 - 1786 | Phụng ân Tướng quân Táo Quân Bảo (竈君保) 1751 - 1778 - 1786 |  |  |  |  |  |  | Táo Minh Bảo (竈明保) 1756 - 1828                             | Táo Minh Bảo (竈明保) 1756 - 1828                             | Táo Minh Bảo (竈明保) 1756 - 1828                             | Táo Minh Bảo (竈明保) 1756 - 1828                             | Táo Minh Bảo (竈明保) 1756 - 1828                             | Táo Minh Bảo (竈明保) 1756 - 1828                             |  |  |  |  |  |  |  |  |  |  |  |  |  |  |  |  |  |  |  |  |  |  |  |  |
| Toàn Văn (全文) 1760 - 1828       | Toàn Văn (全文) 1760 - 1828       | Toàn Văn (全文) 1760 - 1828       | Toàn Văn (全文) 1760 - 1828       | Toàn Văn (全文) 1760 - 1828       | Toàn Văn (全文) 1760 - 1828       |  |  |  |  |  |  |                                 |                                 |                                 |                                 |                                 |                                 |  |  |  |  |  |  | Phụng ân Tướng quân Táo Quân Bảo (竈君保) 1751 - 1778 - 1786                 | Phụng ân Tướng quân Táo Quân Bảo (竈君保) 1751 - 1778 - 1786 | Phụng ân Tướng quân Táo Quân Bảo (竈君保) 1751 - 1778 - 1786 | Phụng ân Tướng quân Táo Quân Bảo (竈君保) 1751 - 1778 - 1786 | Phụng ân Tướng quân Táo Quân Bảo (竈君保) 1751 - 1778 - 1786 | Phụng ân Tướng quân Táo Quân Bảo (竈君保) 1751 - 1778 - 1786 |  |  |  |  |  |  | Táo Minh Bảo (竈明保) 1756 - 1828                             | Táo Minh Bảo (竈明保) 1756 - 1828                             | Táo Minh Bảo (竈明保) 1756 - 1828                             | Táo Minh Bảo (竈明保) 1756 - 1828                             | Táo Minh Bảo (竈明保) 1756 - 1828                             | Táo Minh Bảo (竈明保) 1756 - 1828                             |  |  |  |  |  |  |  |  |  |  |  |  |  |  |  |  |  |  |  |  |  |  |  |  |
| Xuân Minh (春明) 1789 - 1822      | Xuân Minh (春明) 1789 - 1822      | Xuân Minh (春明) 1789 - 1822      | Xuân Minh (春明) 1789 - 1822      | Xuân Minh (春明) 1789 - 1822      | Xuân Minh (春明) 1789 - 1822      |  |  |  |  |  |  |                                 |                                 |                                 |                                 |                                 |                                 |  |  |  |  |  |  | Xuân Vĩnh (春永) 1774 - 1775                                                 | Xuân Vĩnh (春永) 1774 - 1775                                 | Xuân Vĩnh (春永) 1774 - 1775                                 | Xuân Vĩnh (春永) 1774 - 1775                                 | Xuân Vĩnh (春永) 1774 - 1775                                 | Xuân Vĩnh (春永) 1774 - 1775                                 |  |  |  |  |  |  | Tây Minh A (西明阿) 1777 - 1828                               | Tây Minh A (西明阿) 1777 - 1828                               | Tây Minh A (西明阿) 1777 - 1828                               | Tây Minh A (西明阿) 1777 - 1828                               | Tây Minh A (西明阿) 1777 - 1828                               | Tây Minh A (西明阿) 1777 - 1828                               |  |  |  |  |  |  |  |  |  |  |  |  |  |  |  |  |  |  |  |  |  |  |  |  |
| Xuân Minh (春明) 1789 - 1822      | Xuân Minh (春明) 1789 - 1822      | Xuân Minh (春明) 1789 - 1822      | Xuân Minh (春明) 1789 - 1822      | Xuân Minh (春明) 1789 - 1822      | Xuân Minh (春明) 1789 - 1822      |  |  |  |  |  |  |                                 |                                 |                                 |                                 |                                 |                                 |  |  |  |  |  |  | Xuân Vĩnh (春永) 1774 - 1775                                                 | Xuân Vĩnh (春永) 1774 - 1775                                 | Xuân Vĩnh (春永) 1774 - 1775                                 | Xuân Vĩnh (春永) 1774 - 1775                                 | Xuân Vĩnh (春永) 1774 - 1775                                 | Xuân Vĩnh (春永) 1774 - 1775                                 |  |  |  |  |  |  | Tây Minh A (西明阿) 1777 - 1828                               | Tây Minh A (西明阿) 1777 - 1828                               | Tây Minh A (西明阿) 1777 - 1828                               | Tây Minh A (西明阿) 1777 - 1828                               | Tây Minh A (西明阿) 1777 - 1828                               | Tây Minh A (西明阿) 1777 - 1828                               |  |  |  |  |  |  |  |  |  |  |  |  |  |  |  |  |  |  |  |  |  |  |  |  |
| Trường Hoài (長懷) 1814 - 1879    | Trường Hoài (長懷) 1814 - 1879    | Trường Hoài (長懷) 1814 - 1879    | Trường Hoài (長懷) 1814 - 1879    | Trường Hoài (長懷) 1814 - 1879    | Trường Hoài (長懷) 1814 - 1879    |  |  |  |  |  |  |                                 |                                 |                                 |                                 |                                 |                                 |  |  |  |  |  |  |                                                                              |                                                              |                                                              |                                                              |                                                              |                                                              |  |  |  |  |  |  | Nghi Truyện (宜傳) 1808 - 1864                                | Nghi Truyện (宜傳) 1808 - 1864                                | Nghi Truyện (宜傳) 1808 - 1864                                | Nghi Truyện (宜傳) 1808 - 1864                                | Nghi Truyện (宜傳) 1808 - 1864                                | Nghi Truyện (宜傳) 1808 - 1864                                |  |  |  |  |  |  |  |  |  |  |  |  |  |  |  |  |  |  |  |  |  |  |  |  |
| Trường Hoài (長懷) 1814 - 1879    | Trường Hoài (長懷) 1814 - 1879    | Trường Hoài (長懷) 1814 - 1879    | Trường Hoài (長懷) 1814 - 1879    | Trường Hoài (長懷) 1814 - 1879    | Trường Hoài (長懷) 1814 - 1879    |  |  |  |  |  |  |                                 |                                 |                                 |                                 |                                 |                                 |  |  |  |  |  |  |                                                                              |                                                              |                                                              |                                                              |                                                              |                                                              |  |  |  |  |  |  | Nghi Truyện (宜傳) 1808 - 1864                                | Nghi Truyện (宜傳) 1808 - 1864                                | Nghi Truyện (宜傳) 1808 - 1864                                | Nghi Truyện (宜傳) 1808 - 1864                                | Nghi Truyện (宜傳) 1808 - 1864                                | Nghi Truyện (宜傳) 1808 - 1864                                |  |  |  |  |  |  |  |  |  |  |  |  |  |  |  |  |  |  |  |  |  |  |  |  |
| Khuê Vĩnh (奎永) 1860 - 1902      | Khuê Vĩnh (奎永) 1860 - 1902      | Khuê Vĩnh (奎永) 1860 - 1902      | Khuê Vĩnh (奎永) 1860 - 1902      | Khuê Vĩnh (奎永) 1860 - 1902      | Khuê Vĩnh (奎永) 1860 - 1902      |  |  |  |  |  |  |                                 |                                 |                                 |                                 |                                 |                                 |  |  |  |  |  |  |                                                                              |                                                              |                                                              |                                                              |                                                              |                                                              |  |  |  |  |  |  | Uy Thập Minh Ngạch (倭什明額) 1853 - 1897                     | Uy Thập Minh Ngạch (倭什明額) 1853 - 1897                     | Uy Thập Minh Ngạch (倭什明額) 1853 - 1897                     | Uy Thập Minh Ngạch (倭什明額) 1853 - 1897                     | Uy Thập Minh Ngạch (倭什明額) 1853 - 1897                     | Uy Thập Minh Ngạch (倭什明額) 1853 - 1897                     |  |  |  |  |  |  |  |  |  |  |  |  |  |  |  |  |  |  |  |  |  |  |  |  |
| Khuê Vĩnh (奎永) 1860 - 1902      | Khuê Vĩnh (奎永) 1860 - 1902      | Khuê Vĩnh (奎永) 1860 - 1902      | Khuê Vĩnh (奎永) 1860 - 1902      | Khuê Vĩnh (奎永) 1860 - 1902      | Khuê Vĩnh (奎永) 1860 - 1902      |  |  |  |  |  |  |                                 |                                 |                                 |                                 |                                 |                                 |  |  |  |  |  |  |                                                                              |                                                              |                                                              |                                                              |                                                              |                                                              |  |  |  |  |  |  | Uy Thập Minh Ngạch (倭什明額) 1853 - 1897                     | Uy Thập Minh Ngạch (倭什明額) 1853 - 1897                     | Uy Thập Minh Ngạch (倭什明額) 1853 - 1897                     | Uy Thập Minh Ngạch (倭什明額) 1853 - 1897                     | Uy Thập Minh Ngạch (倭什明額) 1853 - 1897                     | Uy Thập Minh Ngạch (倭什明額) 1853 - 1897                     |  |  |  |  |  |  |  |  |  |  |  |  |  |  |  |  |  |  |  |  |  |  |  |  |
|                                   |                                   |                                   |                                   |                                   |                                   |  |  |  |  |  |  |                                 |                                 |                                 |                                 |                                 |                                 |  |  |  |  |  |  |                                                                              |                                                              |                                                              |                                                              |                                                              |                                                              |  |  |  |  |  |  |                                                               |                                                               |                                                               |                                                               |                                                               |                                                               |  |  |  |  |  |  |  |  |  |  |  |  |  |  |  |  |  |  |  |  |  |  |  |  |
|                                   |                                   |                                   |                                   |                                   |                                   |  |  |  |  |  |  |                                 |                                 |                                 |                                 |                                 |                                 |  |  |  |  |  |  | Lân Sơn (麟山) 1897 - ?                                                      |                                                              |                                                              |                                                              |                                                              |                                                              |  |  |  |  |  |  |                                                               |                                                               |                                                               |                                                               |                                                               |                                                               |  |  |  |  |  |  |  |  |  |  |  |  |  |  |  |  |  |  |  |  |  |  |  |  |